# Sturmtief Nadia

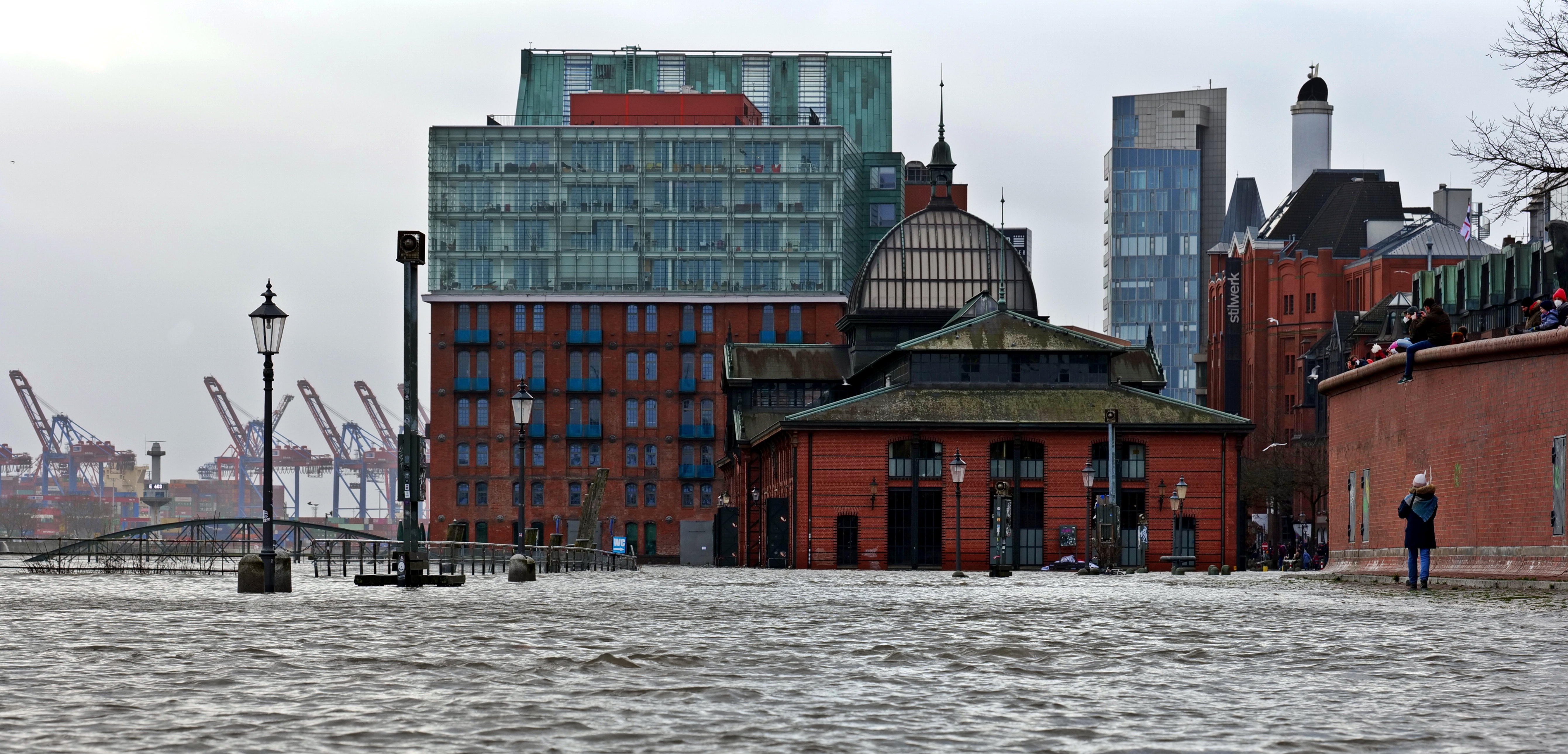
Überschwemmter Fischmarkt in Hamburg nach Sturmtief Nadia

Das Sturmtief Nadia war ein Orkan, der Ende Januar 2022 über Europa zog. Nach der deutschen Namensvergabe führte er den Frauennamen Nadia, der internationale Name lautet Malik, vergeben vom dänischen Wetterdienst (DMI).

## Hintergründe

### Marie
Am Donnerstag, dem 27. Januar 2022 zog das Tiefdruckgebiet Marie über Südskandinavien Richtung Osten-Südosten und brachte windiges Wetter mit. In der vergangenen Nacht sorgte Marie in Deutschland an den Küsten und im Bergland für Sturmböen zwischen 75 und 85 km/h. Es gab auf den Gipfeln im Mittelgebirge zum Teil schwere Sturmböen um die 95 km/h. Im weiteren Tagesverlauf fegte der westliche bis nordwestliche Wind weiter, erreichte sein Maximum mit der Passage eines Bodentroges und ließ erst in der zweiten Nachthälfte zum Freitag, dem 28. Januar 2022 nach. An den Küsten gab es verbreitet Böen zwischen 80 und 90 km/h und im Landesinneren gab es von der Weser bis an die Oder und Neiße verbreitet Böen bis 70 km/h, in Schauernähe auch etwas höhere Böen. In den östlichen Mittelgebirgen auf den Gipfeln gab es sogar orkanartige Böen mit ca. 110 km/h. Im Süden und Westen war der Wind etwas weniger aktiv. Am Freitag ließ der Wind nach und nur noch die Berge bekamen Sturmböen oder schwere Sturmböen; auf Alpengipfeln gab es auch orkanartige Böen.

### Nadia
Tief Nadia entstand am Dienstag, dem 25. Januar 2022 vor der US-Ostküste und zog über den Nordatlantik in Richtung Europa. Nadia intensivierte sich zunächst in der Nacht zum 28. Januar 2022 an der Luftmassengrenze zwischen subtropischer und arktischer Luft bei Grönland. Es zog im Tagesverlauf über Island hinweg ins Nordmeer. Sein Frontensystem erreichte am Morgen des 29. Januar 2022 die deutsche Nordseeküste. Nadia verstärkte sich über Skandinavien deutlich und erreichte am Abend des 29. Januar 2022 mit seinem Kern die Ostsee. In der Nacht zum 30. Januar 2022 erreichte das Sturmgebiet über Deutschland seinen Höhepunkt. An den Küsten von Nordsee und Ostsee wurden verbreitet orkanartige Böen der Stärke 11 Beaufort gemessen, örtlich auch Orkanböen. Auch in den Hochlagen der Mittelgebirge gab es Orkanböen. In Nord- und Ostdeutschland wurden abseits der Küsten verbreitet schwere Sturmböen der Stärke 10 Beaufort, örtlich auch orkanartige Böen registriert. Am Vormittag des 30. Januar 2022 erreichte der Kern von Tief Nadia das Baltikum und der Sturm über Deutschland schwächte sich allmählich ab. Auch in den österreichischen Bundesländern Oberösterreich, Niederösterreich, Wien, dem Nordburgenland und der Obersteiermark war Sturmtief Nadia (Sturmböen von 70 bis 110 Kilometer pro Stunde, auf den Bergen bis zu 130). Laut Zentralanstalt für Meteorologie und Geodynamik (ZAMG) liegt die Wetterwarnung im Nordosten des Landes. Der Sturm soll am frühen Nachmittag seinen Höhepunkt erreichen.

## Betroffene Gebiete

### Dänemark
Am Samstag traf Sturm Malik auf Dänemark. In Kopenhagen wurde die Öresundbrücke gesperrt, die Kopenhagen mit Schweden verbindet.

### Deutschland

#### Berlin
Der Bahnverkehr in Berlin war eingeschränkt.

#### Brandenburg
In Beelitz im Landkreis Potsdam-Mittelmark wurde ein Mann am 29. Januar 2022 gegen Abend von einer umstürzenden Plakatwand am Kopf getroffen und tödlich verletzt. Die St. Marienkirche in Bernau bei Berlin wurde beschädigt, denn es flogen Dachziegel herunter, außerdem war die Bernauer Feuerwehr 45 Mal in Einsatz. Der Landkreis Oberhavel hat es am schwersten getroffen, denn es wurden Telefonleitungen beschädigt und Häuserdächer wurden von umfallenden Bäumen und herabfallenden Ästen zerstört.

#### Hamburg
In Hamburg setzte die Sturmflut in der Nacht auf Sonntag, den 30. Januar 2022 den Fischmarkt im Stadtteil St. Pauli unter Wasser. Der Scheitel wurde gegen 0:17 Uhr erreicht, 2,84 Meter über dem mittleren Hochwasser.

#### Mecklenburg-Vorpommern
In Schwerin und Umgebung mussten die Feuerwehr und die Polizei ca. 200 Mal ausrücken. Besonders dramatisch war die Lage in Stralsund, denn dort hatten die Einsatzkräfte voll zu tun. Der Fährverkehr auf der Ostsee zwischen Rostock und Gedser auf der dänischen Insel Falster wurde eingeschränkt. Nach Angaben des Agrarministeriums riss der Sturm in den Wäldern in Mecklenburg-Vorpommern mehr als 100.000 Bäume um.

#### Niedersachsen
Auf der ostfriesischen Insel Langeoog riss die Sturmflut meterweit den Sandstrand mit. Das ist ein Problem für das Trinkwasserreservoir der Nordsee-Insel. Auch auf der Nordseeinsel Wangerooge wurde meterweise Strand weggespült.

#### Schleswig-Holstein
In Schleswig-Holstein musste die Feuerwehr ca. 120 Mal ausrücken, unter anderem in Flensburg, Schleswig und Husum.

### Großbritannien
In Großbritannien starben zwei Menschen durch Sturm Malik. Mehr als 130.000 Wohnungen und Geschäfte waren zeitweise ohne Strom, weil Leitungen gekappt wurden.

### Norwegen
Der Sturm verursachte auch in Norwegen viele Sturmschäden. Im Dorf Vaksdal bei Bergen sackte fast ein gesamter Fußballplatz ab.

### Österreich
In der Nacht vom 29. auf den 30. Januar 2022 zog der Sturm in Österreich über Oberösterreich und richteten erhebliche Schäden an. Es gab auch in anderen Teilen des Landes zahlreiche Einsätze. Ein Schiff riss sich in der Nacht auf Sonntag im Ennshafen los, wurde auf die Donau abgetrieben, eineinhalb Stunden später gesichtet und geborgen. Der Sturm, der im Laufe des Sonntags weiter gegen Osten zog, richtete auch in Niederösterreich zahlreiche Schäden an und hielt die Einsatzkräfte auf Trab.

### Polen
In Polen richtete der Sturm Nadia schwere Schäden an; Tausende Feuerwehrleute waren im ganzen Land im Einsatz. Ein 27-Jähriger starb am 30. Januar 2022, als ein Baum auf sein Auto fiel. 680.000 Haushalte waren wegen beschädigter Leitungen ohne Strom.

### Tschechien
Auch in Tschechien sorgten umgestürzte Bäume für viele Einsätze der Feuerwehr. Über 30.000 Haushalte waren zeitweise ohne Strom. In den Mittelgebirgen erreichten die Windböen Orkanstärke.

## Versicherte Schäden
Experten schätzen den Versicherten Schäden auf 100–150 Millionen Euro. Das Sturmtief Nadia ist nicht zu vergleichen etwa mit den Zerstörungen durch das Hochwasser in West- und Mitteleuropa vom Juli 2021, teilte der Versicherungsmakler Aon am Montag, dem 31. Januar 2022 auf Basis erster Schätzungen in Hamburg mit. Die Versicherungsmathematiker von Meyerthole Siems Kohlruss (MSK) nennen einen versicherten Schaden von 100 Mio. Euro in Deutschland.